# Alejandro Achillini
Alejandro Achillini, también conocido como Alessandro Achillini (en italiano) o Alexandrus Achillini (en latín) (Bolonia, 20 de octubre de 1463 - 2 de agosto de 1512) fue un filósofo y médico italiano. Estudió en la Universidad de Bolonia, y fue profesor de anatomía en las universidades de Padua y Bolonia. Se le conoció con el nombre de segundo Aristóteles, por su adhesión a las doctrinas del maestro griego.
Fue el primer médico italiano que procedió a la disección de cadáveres humanos para su estudio, con ocasión dada por la autorización que para ello otorgó Federico II. Sus investigaciones aportaron elementos de importancia para el progreso de las ciencias antropológicas y médicas. Describió el yunque y el martillo del oído, los huesos del tarso, el conducto de la glándula submaxilar, los ventrículos cerebrales, la válvula ileocecal y el colédoco. En el ámbito de la filosofía, se destacó en la polémica que sostuvo, entre otros, con Pietro Pomponazzi. Escribió numerosas obras sobre medicina y filosofía.

## Algunas de sus obras
- Quodlibeta de intelligentiis (Bononiae, 1494 y 1506)
- De orbibus libri IV (Bononiae, 1498)
- De chyromntiae principiis et physionomiae (Bononiae, 1503)
- De potestate syllogismi (Bononiae, 1504)
- De elementis (Bononiae, 1505)
- Quaestio de universalibus en Secretum secretorum (Bononiae, 1501)
- Opera omnia (Venetiis, 1508)
- De distinctionibus (Venetiis, 1510)
- De phisico audito (Venetiis, 1512)
- De proporzione motuum (Venetiis, 1515)
- Humani corporis anatomia (Venetiis, 1516)
- Corporis humani Anatomia (Venedig, 1516-1524)
- Anatomicae Annotationes (Bologna, 1520
- Anatomicae annotationes (Bononiae, 1522)

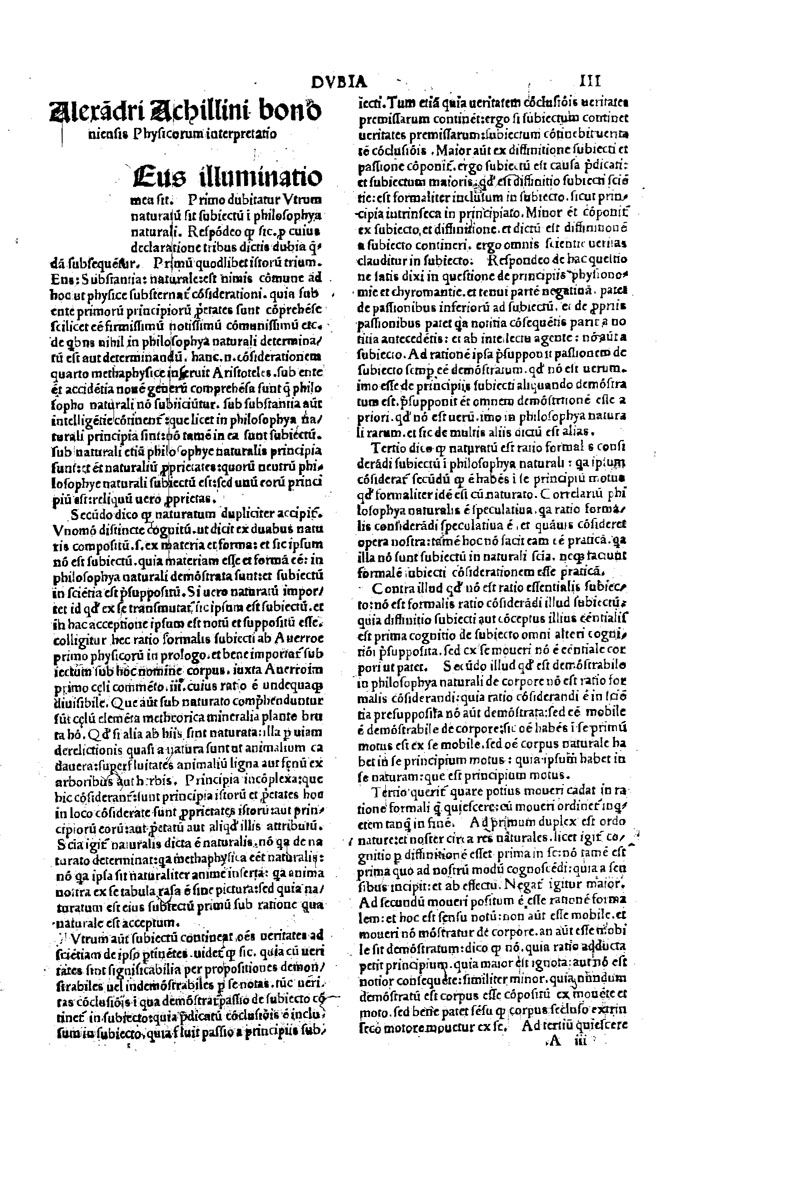
Expositio primi physicorum, 1512

- Datos: Q949162
- Multimedia: Alessandro Achillini / Q949162